# Protium colombianum
Protium colombianum är en tvåhjärtbladig växtart som beskrevs av José Cuatrecasas. Protium colombianum ingår i släktet Protium och familjen Burseraceae. Inga underarter finns listade i Catalogue of Life.